# Джайтугі
Джайтугі (каннада ಜೈತುಗಿ; бл. 1165–1200) — 2-й чакравартін Держави Сеунів в 1191–1200 роках. Відомий також як Джайтрапала.

## Життєпис
Син Бхілами V. Народився близько 1165 року. 1175 року батько захопив владу в державі, а 1187 року здобув незалежність від Західних Чалук'їв. Джайтугі брав участь у подальшому протистоянні з Хойсалами, відзначившись 1189 року при обороні Кальяні та Девагірі.
1191 року після смерті батька успадкував владу. У 1194 року виступив проти Пратапарудри I, магараджи Какатіїв, якому 1195 року завдав ніщивної поразки, внаслідок чого той загинув. Втім війну продовжив Махадева, брат Пратапарудри I. 1196 року завдав поразки Віджаясімсі Калачура, магараджахіраджи Чеді. Джайтугі 1198 року здолав нарешті супротивника, що загинув в одній з битві. На трон держави Какатіїв він посадив Ганапатідеву (сина Махадеви), що перед тим потрапив у полон до Сеунів.
В наступні роки воював за регіон Лата (південносхідний Гуджарат) з Субхатаварманом Парамара, магараджахіраджею Малави, та Бгімою II Соланка, магараджахіраджею Гуджари. Проте не досяг значних успіхів. Вторгнення до Малави і Лати мали лише грабіжницький характер.
Помер 1200 року. Спадкував йому син Сімгана II.